# McGeorge Bundy

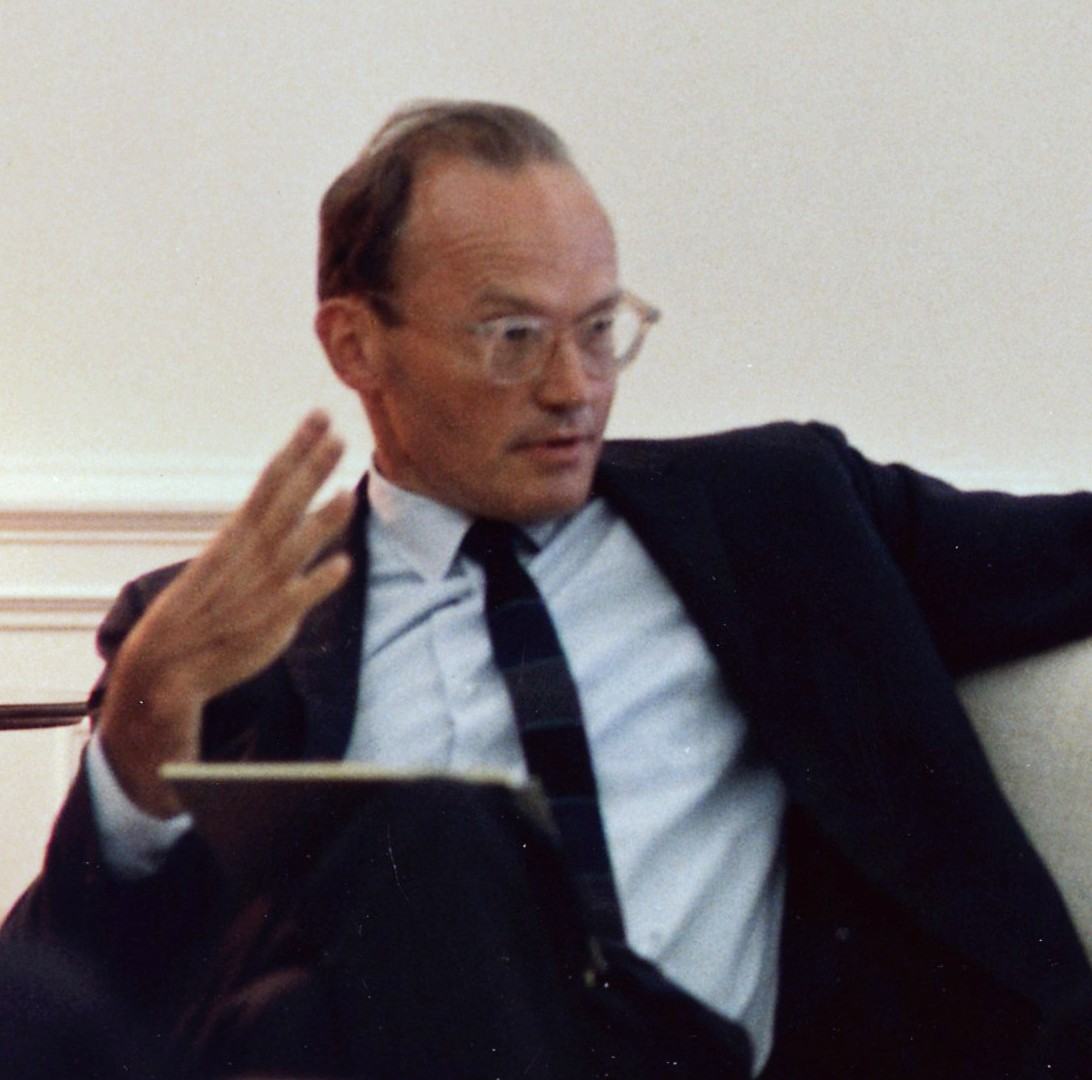
McGeorge Bundy (1967)

McGeorge Bundy (* 30. März 1919 in Boston; † 16. September 1996 ebenda) war Nationaler Sicherheitsberater der Vereinigten Staaten für die Präsidenten Kennedy und Johnson von 1961 bis 1966. Er war in diesem Amt mit der Konzeption des Vietnam-Krieges verbunden.
McGeorge „Mac“ Bundy war der fünfte und jüngste Sohn einer reichen Bostoner Familie; seine Mutter stammt aus einer Familie der Brahmanen von Boston, die mit den Republikanern verbunden war. Sein Bruder William Bundy besaß ebenfalls politischen Einfluss während des Vietnamkrieges. Bundy besuchte die elitäre Dexter Elementary School im Vorort Brookline eine Klasse unter John F. Kennedy.
Bundy studierte an der Yale-Universität, wo er von der dortigen Studentenverbindung Skull & Bones aufgenommen wurde. 1942 arbeitete er im United States Office of War Information im Office of Facts and Figures. Nach dem Krieg arbeitete er als Co-Autor an der Biografie des ehemaligen Kriegsministers Henry L. Stimson, 1949–51 dann beim Council on Foreign Relations und studierte dort die Wirkung des Marshallplans auf Europa.
Er war einer der sogenannten wise men („weisen Männer“) von John F. Kennedy sowie Professor für Politikwissenschaft an der Harvard-Universität, obwohl er keinen PhD-Grad besaß. Dort wurde er mit 34 Jahren Dekan der Fakultät Arts and Sciences. Ihm gelang es, zahlreiche Wissenschaftler an die Hochschule zu holen, die später den Ruf von Harvard mehrten, unter ihnen den Soziologen David Riesman, den Psychoanalytiker Erik H. Erikson, die Anthropologin Cora Du Bois oder den Romanisten Laurence Wylie. 1954 wurde Bundy in die American Academy of Arts and Sciences und 1991 in die American Philosophical Society gewählt.
In den Blick der internationalen Öffentlichkeit geriet er als Nationaler Sicherheitsberater. Er spielte eine wesentliche Rolle in der grundsätzlichen Außenpolitik wie auch in strategischen Fragen der Verteidigung innerhalb der Kennedy-Regierung und zum Teil auch in der von Johnson. Dies umfasste den Zeitraum von der Invasion in der Schweinebucht über die Kubakrise bis zum Vietnamkrieg.
In seiner frühen Amtszeit war er ein Befürworter eines militärischen Engagements in Vietnam. Er unterstützte das amerikanische Einschreiten und die Bombardierung von Nordvietnam. Später bereute er als einer der ersten aus der US-Regierung seinerzeit gefasste Entscheidungen. Im Jahr 1966 schied er aus seinen Regierungsämtern aus. Er war Direktor der Ford Foundation bis 1979. Von 1979 bis 1989 war er Professor für Geschichte an der New York University.
McGeorge Bundy heiratete 1950 Mary Buckminster Lothrop und hatte mit ihr fünf Söhne.
Im Film Thirteen Days wird er von Frank Wood gespielt.